# Sangalopsis signigera
Sangalopsis signigera là một loài bướm đêm trong họ Geometridae.